# Rayhana bint Zayd
Rayḥāna bint Zayd ibn ʿAmr (in arabo ريحانة بنت زيد بن عمرو‎?; 590s – 631) è stata una donna ebrea appartenente alla tribù dei Banū Qurayẓa di Yathrib.
Rayḥāna era originariamente appartenente alla tribù dei Banū Naḍīr, sempre di Yathrib, ma l'aver sposato un uomo che faceva parte dei B. Qurayẓa, la portò inevitabilmente a far parte di costoro. Dopo che i B. Qurayẓa furono sconfitti dai guerrieri di Maometto nella Battaglia del Fossato, Rayḥāna fu ridotta in schiavitù: sorte questa che toccò a tutte le donne della tribù e agli impuberi, mentre la morte fu decretata per i maschi della tribù ebraica. 
Secondo Ibn Ishaq, Maometto la prese come bottino di guerra e le offrì di affrancarla qualora l'avesse sposato e si fosse precedentemente convertita all'Islam, ma Rayḥāna rifiutò sdegnosamente. 

La cosa sarebbe confermata dal fatto che, secondo vari cronisti, ella sarebbe morta schiava, pur essendo diventata la concubina del Profeta.
Ibn Sa'd scrive citando al-Waqidi che Rayḥāna sarebbe stata liberata e avrebbe poi sposato Maometto. Secondo al-Ḥalabī, Maometto l'avrebbe sposata legalmente, assegnandole precedentemente la necessaria dote (mahr). Si dice inoltre che Rayḥāna, dopo il matrimonio, rifiutò di indossare l'hijab, provocando un contrasto tra lei e Maometto. La coppia poi si riconciliò.
Morì ancor giovane, poco dopo il hajj d'Addio del Profeta e fu inumata nel Jannat al-Baqīʿ (cosa che avvalorerebbe la sua conversione all'Islam). Ibn Ḥajar riporta una descrizione della casa che Maometto dette a Rayḥāna dopo il loro matrimonio (dalla Storia di Medina di Muḥammad b. al-Ḥassām).
In un'altra versione, Ḥāfiẓ b. Minda scrive che Maometto liberò Rayḥāna e che ella tornasse tra la sua gente. Questa tradizione è avvalorata dal grande studioso musulmano del XIX secolo, Shibli No'mani.